# سد کمال‌صالح شازند
سد کمال صالح یکی از سدهای ایران است که در ۴۵ کیلومتری جنوب شازند در استان مرکزی و در شهرستان شازند و درست در محل مرز استان لرستان و استان مرکزی و محل ادغام رود تیره و رودخانه روستای حسن آباد (یعنی رودخانه روستاهای قلعه‌نوی کریم‌بیگ و کمالصالح و روستای حسن آباد یا قرجعلی) واقع شده است. این سد در ۲۹ اردیبهشت ۱۳۹۰ به دست محمود احمدی‌نژاد، رئیس‌جمهور وقت افتتاح شد. با بهره‌برداری از این سد، نیاز اهالی شهر اراک به استفاده از چاه‌های آب اطراف این شهر برطرف شد و از مجموع ۵۶ حلقه چاه تأمین آب شهر اراک، ۳۵ حلقه چاه از مدار بهره‌برداری خارج خواهد شد. مهم‌ترین مزیت استفاده از آب‌های بدست‌آمده از سد کمال صالح در مقابل آب‌های استحصال‌شده از چاه‌های اطراف شهر؛ نبود نیترات مضر در آب مصرفی و وجود املاح استاندارد در این آب می‌باشد.
سد کمال صالح از نوع سنگریزه‌ای است که بر روی رودخانه تیره از سرشاخه‌های دز احداث شده است و آب مورد نیاز شهرهای شازند و اراک و صنایع بزرگ منطقه شازند را تأمین می‌کند.
حجم ذخیره آب در این سد ۱۱۰ میلیون مترمکعب است. این سد که عملیات آن از سال ۸۲ آغاز و تاکنون بیش از ۲۲ هزار میلیارد ریال برای اجرای آن و انتقال آب مخزن این سد به شهر اراک هزینه صرف شده، دارای هسته رسی است که عرض تاج آن، ۱۲ متر و ارتفاع آن، ۸۰ متر از پی بوده و حجم کل مخزن آن بیش از ۱۱۰ میلیون مترمکعب برآورد می‌شود. سد کمال صالح در شهرستان شازند قرار دارد که به لحاظ بارندگی سالانه یکی از مناطق بسیار پرآب استان مرکزی محسوب می‌شود. این سد از سدهای بزرگ انتقالی بین حوزه‌ای کشور به‌شمار می‌آید که آب را از ارتفاع ۴۰۰ متری به پایین منتقل می‌کند.

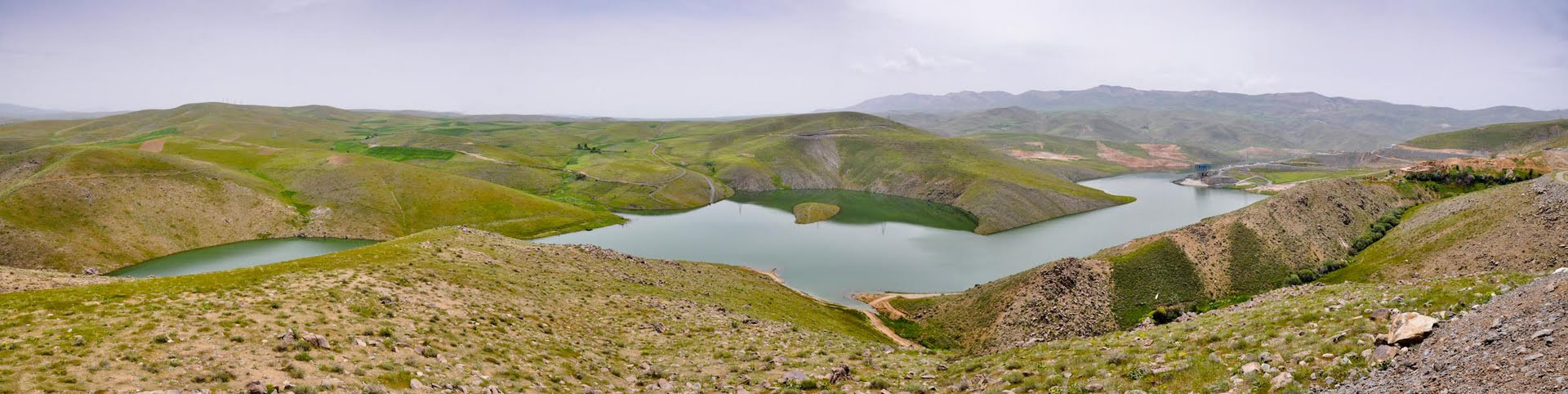
نمایی از دریاچه و سد کمال صالح

## نگارخانه

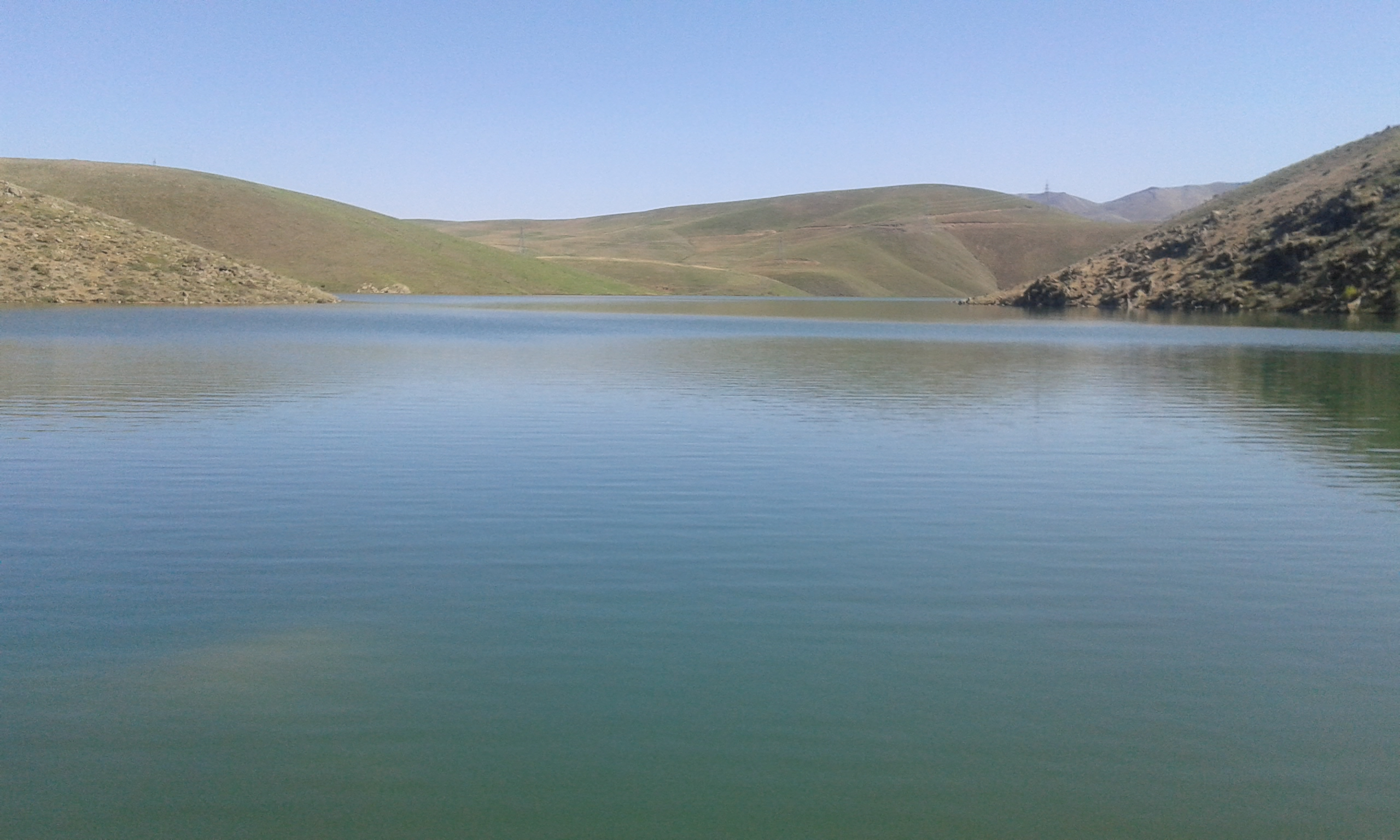
دریاچه سد کمال صالح
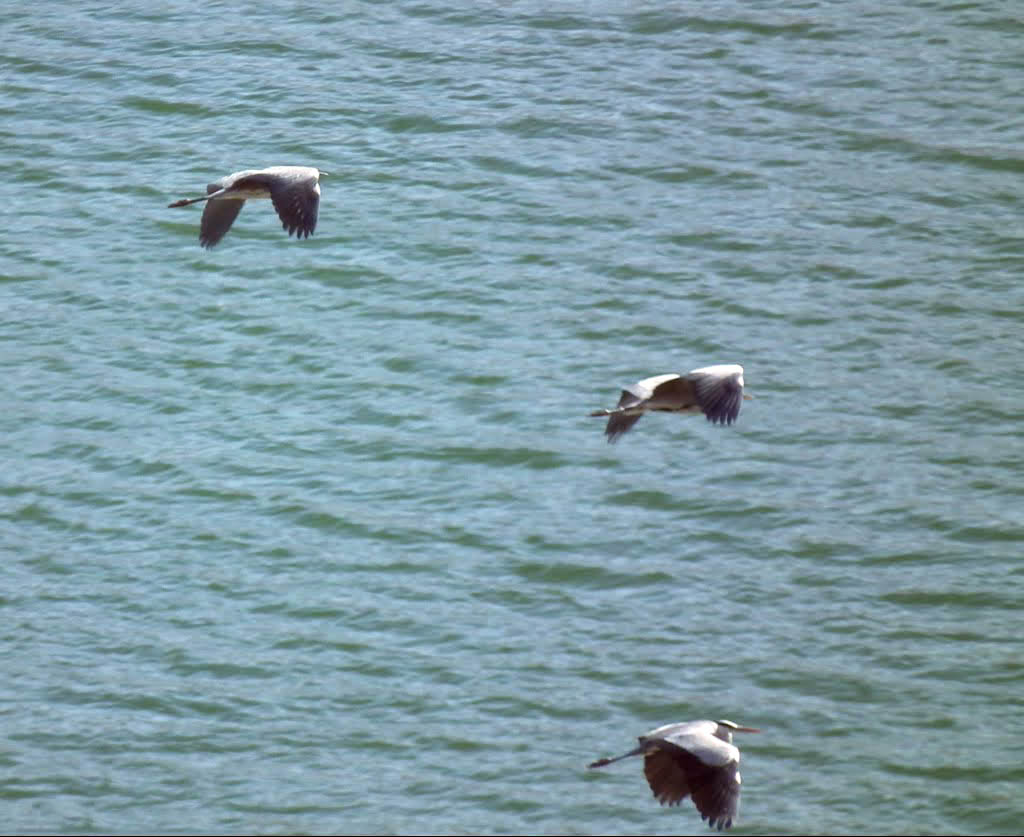
پرواز حواصیل‌ها بر روی سد کمال صالح
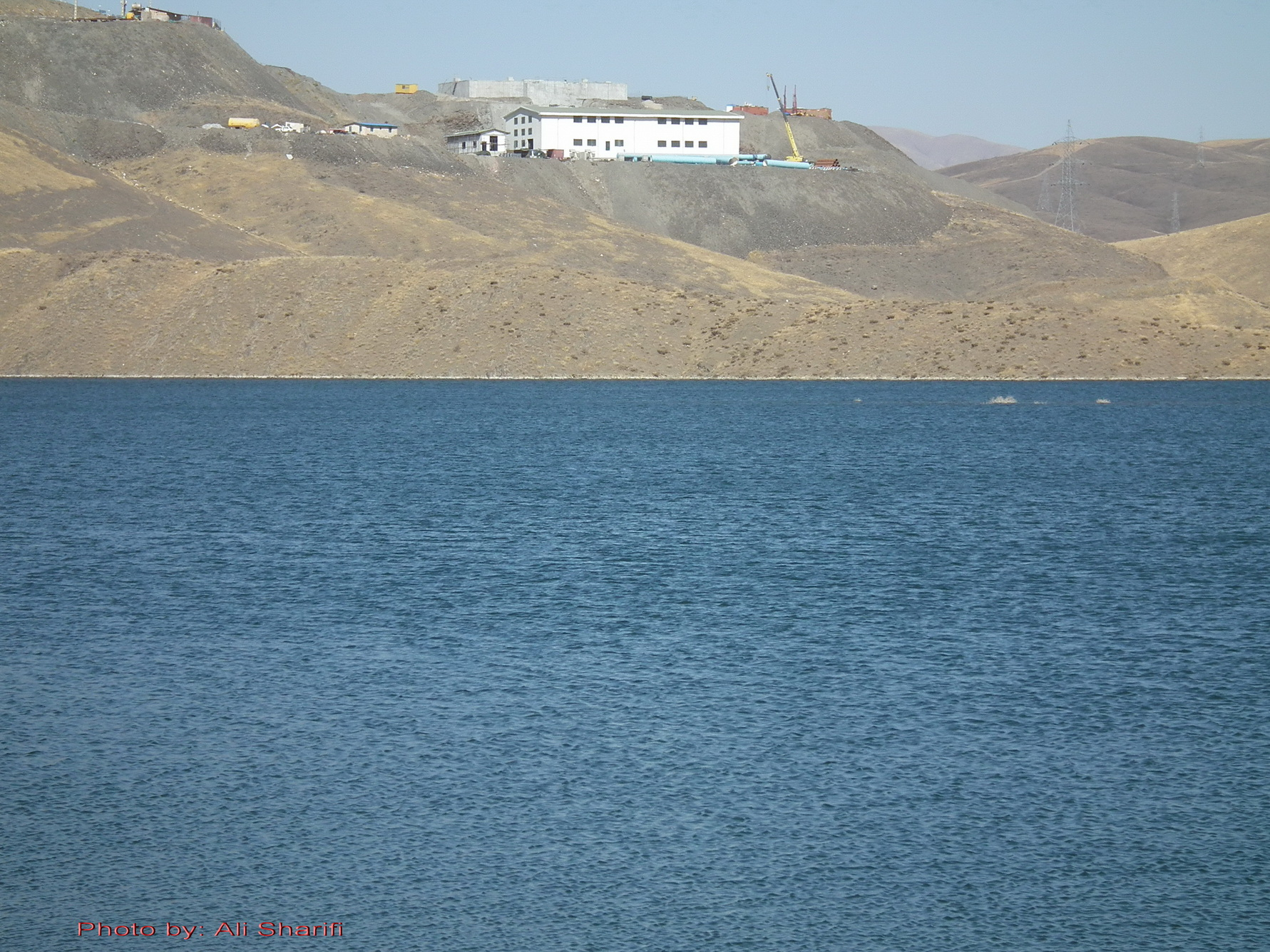
دریاچه سد کمال صالح
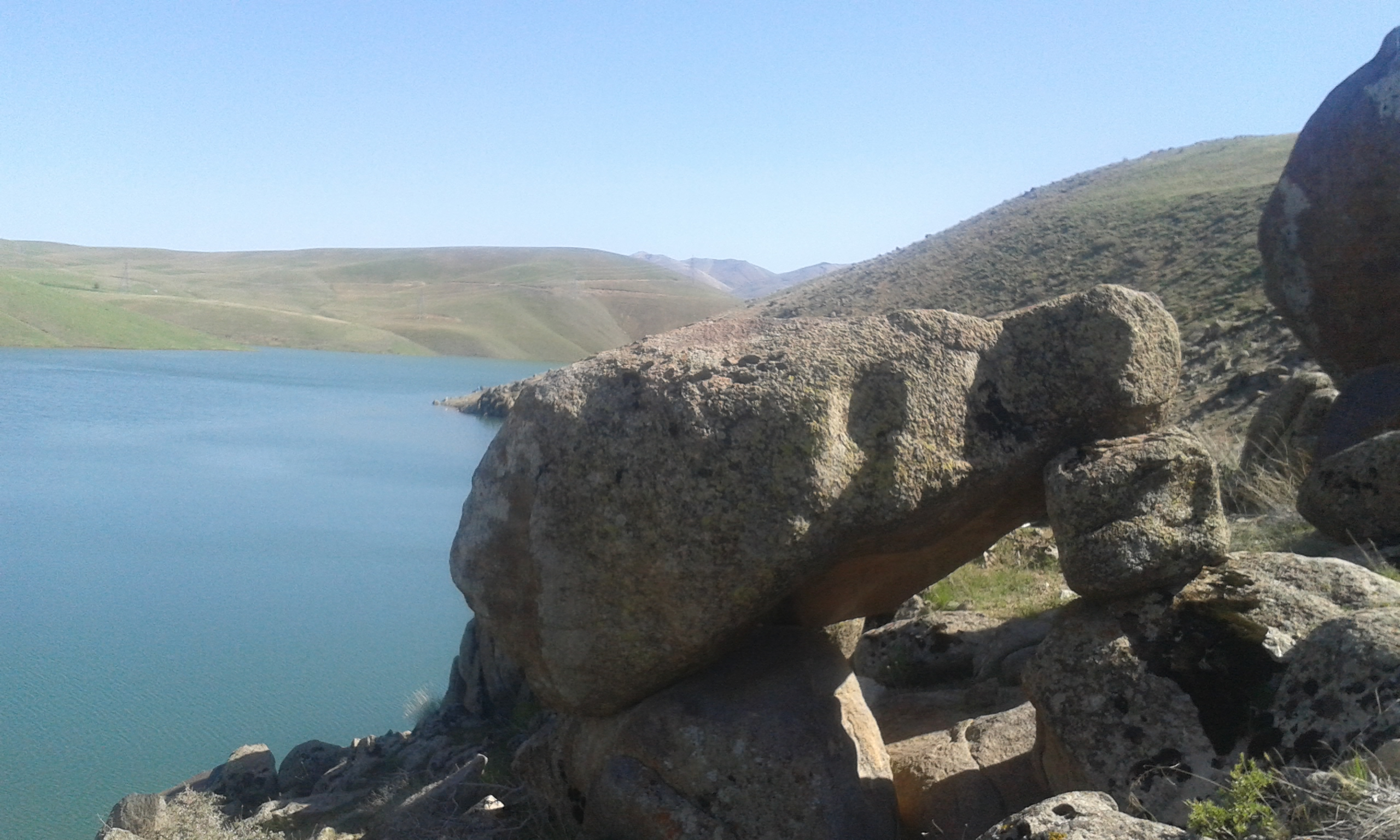
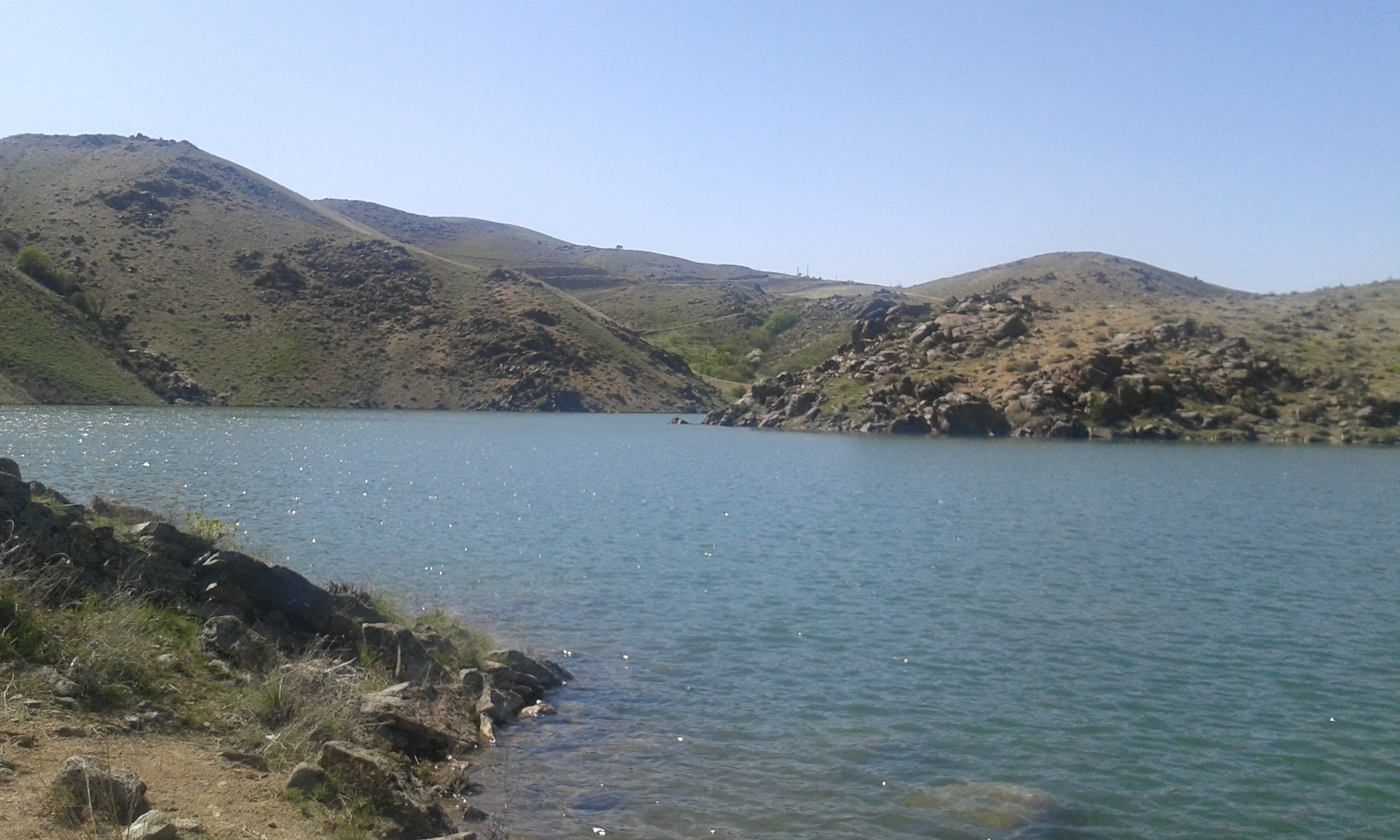
دریاچه سد کمال صالح